# Joana Solnado
Joana Alvarenga Solnado Madeira (Lisboa, 21 de setembro de 1983) é uma atriz portuguesa. Filha do pianista Rui Madeira e da espiritualista Alexandra Solnado, neta do humorista português Raul Solnado e da atriz brasileira Joselita Alvarenga.

## Biografia
Estudante universitária de Comunicação e Cultura, na vertente de Cinema, na Universidade Lusófona, recebeu formação em teatro com o padrasto, o ator Thiago Justino,[carece de fontes?] e frequentou o curso de Formação de Actores da extinta Universidade Moderna.
No teatro participou em projetos como Confissões de Adolescente (2002), na peça infantil Olha quem está aí (2003) e em várias outras produções dirigidas por Thiago Justino, como King, I Have a Dream - peça apresentada no The Edge Festival, em Inglaterra com a Fundação Gulbenkian.[carece de fontes?]
Popularizou-se com as suas prestações na televisão, integrando o elenco de várias telenovelas portuguesas: O Último Beijo, Morangos com Açúcar, Tempo de Viver, Ilha dos Amores e em Sentimentos, como a protagonista "Leonor Coutinho". No Brasil participou em Como uma Onda, uma produção da Rede Globo (2004/05).
Fez inúmeras peças de teatro com o grupo "Actrizes em Pijama" entre elas, Grito das Noivas; Raízes e Noite de Enganos, de William Shakespeare.
Joana Solnado foi uma atriz exclusiva da TVI. Em cinema, fez duas curtas - metragens.
Joana Solnado mantém uma relação sentimental com o chef Nuno Queiroz Ribeiro, conhecido pela sua participação no programa Peso Pesado da SIC, da qual tem a filha Flor nascida em 16 de setembro de 2012 (12 anos). O chef já tem dois filhos rapazes, fruto de uma relação anterior.
Em 2018 deixou de representar assumindo-se como sensitiva, tem pressentimentos, intuições e sensações metafísicas, "como se não tivesse pele".

## Televisão
| Ano         | Projeto                              | Papel                     | Notas                      | Canal      |
| ----------- | ------------------------------------ | ------------------------- | -------------------------- | ---------- |
| 2002        | O Último Beijo                       | Beatriz Montez            | Elenco Principal           | TVI        |
| 2003 - 2004 | Morangos com Açúcar (1.ª temporada)  | Catarina Gomes            | Elenco Principal           | TVI        |
| 2004        | Morangos com Açúcar (2.ª temporada)  | Catarina Gomes            | Participação Especial      | TVI        |
| 2004        | Como uma Onda                        | Almerinda                 | Elenco Principal           | Rede Globo |
| 2006        | Canta por Mim                        | Ela própria               | Concorrente                | TVI        |
| 2006 - 2007 | Tempo de Viver                       | Rita Cardoso              | Co-Protagonista            | TVI        |
| 2007        | Ilha dos Amores                      | Mariana Machado da Câmara | Protagonista               | TVI        |
| 2008        | Casos da Vida (Primavera todo o ano) | Júlia Oliveira            | Elenco Principal           | TVI        |
| 2008        | Casos da Vida (Primavera todo o ano) | Marta Oliveira            | Elenco Principal           | TVI        |
| 2008        | Equador                              | Eduarda                   | Elenco Principal           | TVI        |
| 2008        | Revelação                            | Maria João                | Participação Especial      | SBT        |
| 2009 - 2010 | Sentimentos                          | Leonor Coutinho           | Protagonista               | TVI        |
| 2012        | Remédio Santo                        | Ema                       | Elenco Principal           | TVI        |
| 2012        | Remédio Santo                        | Ester Trindade            | Elenco Principal           | TVI        |
| 2012        | A Grande Aventura                    | Ela Própria               | Concorrente                | TVI        |
| 2013 - 2014 | Belmonte                             | Inês Belmonte             | Co-Protagonista            | TVI        |
| 2016        | Liberdade, Liberdade                 | Anita Pedrosa             | Elenco Principal           | Rede Globo |
| 2017        | Novo Mundo                           | Dulcina                   | Participação Especial      | Rede Globo |
| 2017        | Agora Aguenta                        | Maria Joana               | Elenco Principal           | TVI        |
| 2017 - 2018 | Paixão                               | Helena Sequeira           | Antagonista                | SIC        |
| 2019        | Um Desejo de Natal                   | Celine                    | Protagonista               | SIC        |
| 2022        | Travessia                            | Amália                    | Capítulo de 10 de outubro. | Rede Globo |

## Prémios
Em 2004 foi nomeada Atriz Revelação no Prémio Contigo, Brasil.
Em 2008, ganhou prémio de melhor atriz de ficção nacional na Gala da Ficção Nacional da TVI.
Em 2010 Ganhou o prémio Nova Gente de melhor atriz protagonista de TV.
Em 2009 ganhou personalidade do ano no Teatro com a revista Caras.

## Reality shows
- Vencedora do Programa da TVI Canta por Mim, 2006

## Publicidade
- Em 2007 foi a Cara da Organics.